# Breunigweiler

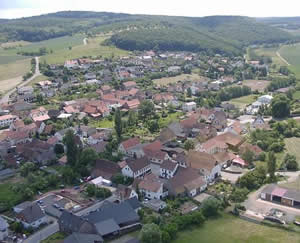
Luftbild Breunigweiler

Breunigweiler ist eine Ortsgemeinde im rheinland-pfälzischen Donnersbergkreis. Sie gehört der Verbandsgemeinde Winnweiler an, innerhalb derer sie gemessen an der Einwohnerzahl die drittkleinste Ortsgemeinde darstellt.

## Geographie

### Lage
Breunigweiler liegt im Nordpfälzer Bergland an einem der letzten nördlichen Ausläufer des Pfälzerwaldes im Osten der Verbandsgemeinde Winnweiler. Nachbargemeinden sind – im Uhrzeigersinn – Börrstadt, Dreisen, Göllheim, Kerzenheim und Sippersfeld.

### Erhebungen und Gewässer
Das Dorf wird von der Pfrimm durchflossen. Auf Gemarkung der Gemeinde nimmt sie mehrere Nebenbäche wie den Bruchbach und den Sippersfelder Bach entgegen. Im Süden der Gemarkung erhebt sich der insgesamt 345 Meter hohe Petzenberg.

## Geschichte
Breunigweiler ist wahrscheinlich in der Zeit zwischen 600 und 750 n. Chr. entstanden. Die erste urkundliche Erwähnung datiert aus dem Jahr 1130, als der Mainzer Erzbischof Adalbert I. dem Domkapitel Güter in Breunigweiler schenkte. 985 wurde Briuningeswilare – so der damalige Name – Opfer des Salischen Kirchenraubs.
Breunigweiler gehörte bis Ende des 18. Jahrhunderts zur Herrschaft Stauf die zuletzt im Besitz der Fürsten von Nassau-Weilburg war.
Nach 1792 hatten französische Revolutionstruppen die Region besetzt und nach dem Frieden von Campo Formio (1797) annektiert. Von 1798 bis 1814, als die Pfalz Teil der Französischen Republik (bis 1804) und anschließend Teil des Napoleonischen Kaiserreichs war, gehörte das Dorf zum französischen Departement Donnersberg und war dem Kanton Winnweiler zugeordnet. Im Jahr 1802 hatte die Gemeinde 301 Einwohner: 14 Katholiken, 251 Lutheraner, 13 Reformierte, und 23 Juden.
Aufgrund der auf dem Wiener Kongress (1815) getroffenen Vereinbarungen und einem Tauschvertrag mit Österreich kam die Region 1816 zum Königreich Bayern. Von 1818 bis 1862 gehörte Breunigweiler dem Landkommissariat Kaiserslautern an; aus diesem ging das Bezirksamt Kaiserslautern  hervor. Am 1. Dezember 1900 wechselte die Gemeinde in das neu geschaffene Bezirksamt Rockenhausen.
1928 hatte Breunigweiler 283 Einwohner, die in 65 Wohngebäuden lebten. Ab 1939 war der Ort Bestandteil des Landkreises Rockenhausen. Nach dem Zweiten Weltkrieg war Breunigweiler Teil der französischen Besatzungszone und wurde 1946 Teil des neu gebildeten Landes Rheinland-Pfalz. Im Zuge der ersten rheinland-pfälzischen Verwaltungsreform wechselte der Ort in den neu geschaffenen Donnersbergkreis; drei Jahre später wurde die Gemeinde in die ebenfalls neu entstandene Verbandsgemeinde Winnweiler eingegliedert.

## Religion
Die früher existierende Kirche St. Margaretha war 1501 eine Filiale von Börrstadt und hatte 1516 den Otterberger Abt zum Patronatsherrn. 1928 waren 269 Einwohner protestantisch und 14 katholisch. Kirchlich bildet Breunigweiler auf evangelischer Seite eine Gemeinde mit Sippersfeld und Neuhemsbach mit Sitz in Sippersfeld, auf katholischer mit Börrstadt.

## Politik

### Gemeinderat
Der Gemeinderat in Breunigweiler besteht aus acht Ratsmitgliedern, die bei der Kommunalwahl am 9. Juni 2024 in einer Mehrheitswahl gewählt wurden, und dem ehrenamtlichen Ortsbürgermeister als Vorsitzendem.

### Bürgermeister
Marcel Form wurde bei der Direktwahl am 9. Juni 2024 ohne Gegenkandidat mit 90,2 % der Stimmen für weitere fünf Jahre in seinem Amt als Ortsbürgermeister bestätigt.
Die bisherigen Ortsbürgermeister:
- Marcel Form (seit 2019)[7]
- Marc-Oliver Gerke (2009–2019)
- Jürgen Blickensdörfer (2004–2009)
- Helmut Burgdörfer (1989–2004)
- Ludwig Müller (1972–1989)

Bis 1972 bildete Breunigweiler gemeinsam mit Sippersfeld eine Bürgermeisterei und hatte keinen eigenen Bürgermeister.

### Wappen
| Wappen von Breunigweiler | Blasonierung: „Geteilt von Blau und Gold; oben in einem von goldenen Schindeln bestreuten Feld ein goldener Krummstab mit Kleeblattkrümme, unten ein sechsspeichiges rotes Rad.“ |
| Wappen von Breunigweiler | |

## Kultur

### Bauwerke

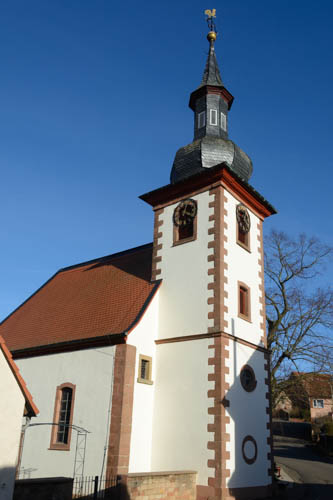
Protestantische Kirche

Der Jüdische Friedhof ist als Denkmalzone ausgewiesen; mit dem Kriegerdenkmal und der protestantischen Kirche existieren zudem zwei Einzelobjekte, die unter Denkmalschutz stehen. Die protestantische Kirche im Ort wurde zwischen 1763 und 1766 erbaut und zuletzt 2008 renoviert.

### Vereine
Vor Ort existiert der 1978 gegründete Kultur- und Sportverein Breunigweiler e. V.

## Wirtschaft und Infrastruktur

### Wirtschaft
Früher war die Gemeinde vor allem landwirtschaftlich geprägt. Nach dem Zweiten Weltkrieg entstand ein Neubaugebiet. Inzwischen ist Breunigweiler hauptsächlich eine Wohngemeinde. Es befinden sich im Ort mehrere kleine Gewerbebetriebe.

### Verkehr
Durch Breunigweiler verlaufen die Landesstraße 394 und die Kreisstraße 44.
Nächstgelegener Bahnhof war ab 1873 Börrstadt an der im selben Jahr vollendeten Zellertalbahn Langmeil–Monsheim. 1983 wurde der Personenverkehr eingestellt, sodass der Bahnhof Langmeil (Pfalz) die nächste Betriebsstelle wurde. Bei der saisonalen Reaktivierung im Jahr 2001 blieb eine Wiederinbetriebnahme des Börrstadter Bahnhofs aus. Seit 1999 ist Münchweiler (Alsenz) an der Alsenztalbahn der von Breunigweiler aus nächste Bahnhaltepunkt.

## Persönlichkeiten
- Barbara Göler von Ravensburg (vor 1505–1535), Äbtissin des Zisterzienserinnenklosters Rosenthal (Pfalz), bewirkte, dass Breunigweiler in den Besitz von diesem überging.